# 張家源
張家源（1980年9月21日—），臺灣棒球運動員，前中華職棒中信鯨隊球員，守備位置為游擊手。曾經在2005至2007年效力於統一獅，2008年則效力中信鯨隊。

## 職業生涯

### 統一獅
2003年中華職業棒球大聯盟代訓選手選秀會，張家源在第5輪被統一獅隊選中。2005年4月28日，他首度在中職一軍出賽對上誠泰COBRAS隊，擔任先發第8棒游擊手；3個打數沒有安打，終場獅隊以1比8不敵蛇隊。5月1日，統一獅對誠泰COBRAS隊；張家源在5個打數打出3支安打，包含一支三壘安打，演出中職首次猛打賞，還貢獻1分打點，幫助球隊以7比1獲勝。5月5日對戰La new熊隊再度演出猛打賞，並獲選單場最有價值球員。雖然季初打擊率一度高達3成53，但之後打擊遇到瓶頸，最後新人年只繳出打擊率2成10、打點7分的成績。
2006年球季，他的守備位置被洋將路易所取代，出賽機會減少，打擊表現也小幅下滑到打擊率2成03和打點5分。2007年，張家源已經不在獅隊的藍圖內，整季僅有9個打席，敲出1支安打，打擊率只有1成25。隔年季初，他自請離隊，以增加出賽空間。

### 中信鯨
2008年，張家源加入中信鯨隊，獲得更多的上場機會。9月11日，他面對米迪亞暴龍隊投手，單場擊出4支安打，幫助鯨隊以7比3贏球，也獲選單場最有價值球員。10月10日，中信鯨在中華職棒的最後一場比賽；張家源在5局下半從兄弟象隊先發投手小林亮寬手中轟出生涯首支全壘打，也是鯨隊全場唯一的1分，最後以1比4落敗。11月11日，中信球團正式宣布解散；他也因此離開中職。職業生涯留下打擊率2成31、全壘打1支和打點21分的成績。

## 經歷
- 台北市福林國小少棒隊
- 台北市華興中學青少棒隊
- 台北市華興中學青棒隊
- 輔仁大學棒球隊（中興保全）
- 中華職棒統一獅隊（2005年－2007年）
- 中華職棒中信鯨隊（2008年－2008年11月11日）

## 職棒生涯成績
| 年度 | 球隊   | 場次 | 打席 | 打數 | 得分 | 安打 | 二壘打 | 三壘打 | 全壘打 | 打點 | 盜壘 | 四壞 | 三振 | 打擊率 | 上壘率 | 長打率 |
| 2005 | 統一獅 | 56   | 130  | 105  | 13   | 22   | 1      | 2      | 0      | 7    | 0    | 8    | 18   | .210   | .288   | .257   |
| 2006 | 統一獅 | 43   | 81   | 69   | 7    | 14   | 2      | 0      | 0      | 5    | 0    | 4    | 13   | .203   | .257   | .232   |
| 2007 | 統一獅 | 24   | 9    | 8    | 6    | 1    | 0      | 0      | 0      | 0    | 0    | 1    | 3    | .125   | .222   | .125   |
| 2008 | 中信鯨 | 62   | 195  | 169  | 26   | 44   | 7      | 1      | 1      | 9    | 1    | 19   | 26   | .260   | .347   | .331   |
| 4年  | 4年    | 185  | 415  | 351  | 52   | 81   | 10     | 3      | 1      | 21   | 1    | 32   | 60   | .231   | .310   | .285   |

## 特殊事蹟
- 2008年10月10日，在台北縣立新莊棒球場對上兄弟象小林亮寬擊出生涯第一支全壘打，也是中信鯨隊史最後一支全壘打[9]。

## 外部連結
- 張家源在台灣棒球維基館上的頁面（繁體中文）
- 球員資訊和成績在中華職棒官網（中文）